# 平成不況
平成不況（へいせいふきょう）とは、日本においてバブル景気後に訪れた平成時代の大不況の名称（通称）のことである。

## 内閣府による平成不況の判断
内閣府景気基準日付では、
1. 1991年（平成3年）3月から1993年（平成5年）10月までの32か月間（第11循環の後退期）
2. 1997年（平成9年）6月から1999年（平成11年）1月までの20か月間（第12循環の後退期）
3. 2000年（平成12年）12月から2002年（平成14年）1月までの14か月間（第13循環の後退期）

が景気後退期とされている。
それぞれ、
1. 第1次平成不況（バブル崩壊、複合不況[6]、消費不況[7]）
2. 第2次平成不況（アジア通貨危機、日本列島総不況[8]）
3. 第3次平成不況（ITバブル崩壊、デフレ不況）

などと呼ばれる。

## 概要
単に「平成不況」と言う場合、狭義では「第1次平成不況」（1991年3月-1993年10月）のみの期間を指すが、広義では「第1次 - 第3次平成不況」（1991年3月-2002年1月）までの期間を指し、第1次から第3次平成不況までの期間内での一時的な景気回復期間の『「カンフル景気」または「さざ波景気」、「第二次平成景気」、「復興モバイル景気」（1993年11月-1997年5月）』や『「インターネット（IT）バブル」または「IT景気」（1999年2月-2000年11月）』も含めた期間を指す。その後、いざなみ景気が起きるが、サブプライム住宅ローン危機が発生して終了する。その後は東日本大震災によって打撃を受け、アベノミクスにより景気や株価が持ち直すが依然として実質経済成長率は低いままで推移する。
さらに令和に改元後の2020年には、前年末に発生した2019年コロナウイルス感染症による社会・経済的影響で、再び不況に陥ることになった。